# Solnečnogorský rajón
Solnečnogorský rajón (rusky Солнечногорский район) je jeden z rajónů Moskevské oblasti v Rusku. Jeho administrativním centrem je město Solnečnogorsk. V roce 2010 zde žilo 124 485 obyvatel.

## Geografie
Sousedí s rajóny Moskevské oblasti Klinským, Istrinským, Krasnogorským a Dmitrovským, dále s částí Moskvy Zelenograd a moskevským Molžaninovským rajónem. Rajón se skládá z 11 samosprávných obecních obvodů, z toho je 5 městských a 6 vesnických.